# Finalmente ho conosciuto il conte Dracula…
Finalmente ho conosciuto il conte Dracula… — тридцать девятый студийный альбом итальянской певицы Мины, выпущенный в 1985 году на лейбле PDU.

## Об альбоме
Пластинка продолжает сотрудничество певицы с программой Паоло Файезе «Тридцать лет нашей истории» (итал. Trent’anni della nostra storia) об истории телекомпании RAI. Для данного альбома певица записала кавер-версии известных песен периода 1970-х годов, как зарубежных, так и итальянских. Все они помещены в первую часть альбома. По традиции, во вторую часть альбома вошли только новые песни.
Впервые альбом был издан сразу на виниле и на компакт-дисках и кассетах, причём продавались как издания «Vol. 1» + «Vol. 2», так и отдельные части альбома. В Аргентине альбом был издан под названием Finalmente he conocido al conde Drácula и с другой обложкой (содержалась только первая часть альбома), также альбом был выпущен в Швейцарии и Греции.
В 2018 году журнал Rolling Stone поместил его на 8-е место в списке самых недооценённых альбомов Мины.

## Коммерческий приём
Выпуск альбома сопровождался синглом «Questione di feeling», который был записан в дуэте с Риккардо Коччанте; он достиг второго места в сингловом чарте. Сам альбом также добрался до второго места в еженедельном хит-параде альбомов, а в годовом занял 16 место.

## Список композиций
| №                   | Название                          | Автор(ы)                           | Длительность |
| ------------------- | --------------------------------- | ---------------------------------- | ------------ |
| 1.                  | «Just the Way You Are»            | Билли Джоэл                        | 5:28         |
| 2.                  | «You’re So Vain»                  | Карли Саймон                       | 4:55         |
| 3.                  | «Killing Me Softly with His Song» | Чарльз Фокс, Норман Гимбел         | 4:16         |
| 4.                  | «Eloise»                          | Пол Райан                          | 5:54         |
| 5.                  | «My Sharona»                      | Бёртон Авверр, Даг Фигер           | 4:07         |
| 6.                  | «Poster»                          | Клаудио Баглиони, Антонио Коггьо   | 4:50         |
| 7.                  | «If You Leave Me Now»             | Питер Сетера                       | 3:31         |
| 8.                  | «How Deep Is Your Love»           | Барри Гибб, Робин Гибб, Морис Гибб | 4:24         |
| 9.                  | «Eppur mi son scordato di te»     | Могол, Лучо Баттисти               | 3:30         |
| Общая длительность: | Общая длительность:               | Общая длительность:                | 41:30        |

| №                   | Название                     | Автор(ы)                                             | Длительность |
| ------------------- | ---------------------------- | ---------------------------------------------------- | ------------ |
| 1.                  | «You Are My Love»            | Мариса Терци                                         | 3:51         |
| 2.                  | «Mi mandi rose (Todo prosa)» | Кристиано Мальджольо, Антониу Джилсон Порфириу       | 4:00         |
| 3.                  | «Senza umanità»              | Ансельмо Дженовезе                                   | 4:30         |
| 4.                  | «Dopo il cielo»              | Витторио Де Скальци                                  | 3:55         |
| 5.                  | «Nei miei occhi»             | Риккардо Боргетти, Франко Серафини                   | 5:23         |
| 6.                  | «Spara»                      | Массимилиано Пани, Витторио Де Скальци, Беппе Киричи | 5:05         |
| 7.                  | «C’aggio a ffà»              | Массимилиано Пани, Анджело Сотджу                    | 4:27         |
| 8.                  | «Questione di feeling»       | Могол, Риккардо Коччанте                             | 4:15         |
| 9.                  | «In autostrada»              | Ренато Арроу                                         | 4:17         |
| 10.                 | «Mio di chi»                 | Альдо Донати, Паскаль Панелла, Роберто Фиа           | 3:28         |
| Общая длительность: | Общая длительность:          | Общая длительность:                                  | 43:49        |

## Чарты
| Чарт (1985)              | Высшая позиция |
| ------------------------ | -------------- |
| Италия (Musica e dischi) | 2              |

| Чарт (1985)              | Позиция |
| ------------------------ | ------- |
| Италия (Musica e dischi) | 16      |